# 莱瓦夫尔
莱瓦夫尔（法語：Les Voivres，法語發音：[le vwavʁ] ⓘ）是法国大东部大区孚日省的一个市镇，属于埃皮纳勒区。

## 地理
莱瓦夫尔（48°1'52"N, 6°17'41"E）面积12.81 平方千米，位于法国大東部大區孚日省，该省份为法国东北部内陆省份，北起默兹省和默尔特-摩泽尔省，西接上马恩省，南至上索恩省和贝尔福地区省，东临上莱茵省和下莱茵省。
与莱瓦夫尔接壤的市镇（或旧市镇、城区）包括：拉沙佩勒欧布瓦、拉沃日莱班。

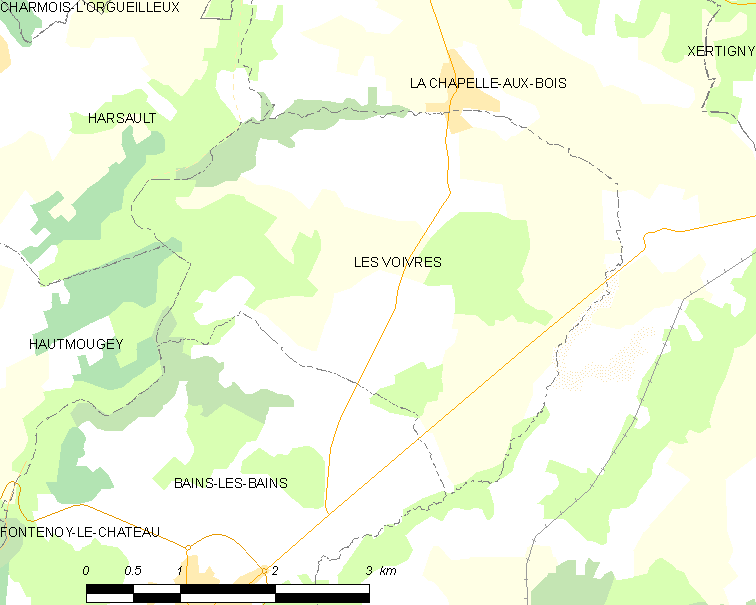
莱瓦夫尔的OSM定位图

莱瓦夫尔的时区为UTC+01:00、UTC+02:00（夏令时）。

## 行政
莱瓦夫尔的邮政编码为88240，INSEE市镇编码为88520。

## 政治
莱瓦夫尔所属的省级选区为勒瓦勒达若勒县。

## 人口

1962-2008年间莱瓦夫尔人口变化图示

莱瓦夫尔于2022年1月1日时的人口数量为285人。